# Ugo Cavallero
Ugo Cavallero, italijanski maršal, * 1880, † 12. september 1943.

## Življenjepis
- 1936 - 1937: poveljnik italijanskih oboroženih sil v vzhodni Afriki
- 6. julij 1940 - februar 1943: načelnik vrhovnega generalštaba oboroženih sil
- 23. september 1943 - aretiran